# Miss Innocence
Miss Innocence è un film muto del 1918 diretto da Harry Millarde.

## Produzione
Il film fu prodotto dalla Fox Film Corporation.

## Distribuzione
Distribuito dalla Fox Film Corporation e presentato da William Fox, il film uscì nelle sale cinematografiche USA il 21 luglio 1918.